# Антипов, Александр Николаевич (географ)
Александр Николаевич Антипов (23 сентября 1949, Вологда, РСФСР — 12 июня 2009, Иркутск, Российская Федерация) — советский и российский учёный, специалист в области физической географии, картографии, гидрологии суши и геоэкологии, член-корреспондент РАН.

## Биография
В 1972 г. окончил географический факультет Ленинградского государственного университета по специальности «гидрология суши». Свою научную деятельность связал с Институт географии имени В. Б. Сочавы СО АН СССР/РАН.
- 1982—1988 гг. — главный учёный секретарь института,
- 1988—2008 гг. — заведующий лабораторией,
- 1992—2005 гг. — заместитель директора,
- с 2005 г. — директор Института.

С 2005 г. и до конца жизни являлся директором этого научного учреждения. Доктор географических наук, профессор, главный редактор журнала «География и природные ресурсы»
Являлся основоположником нового научного направления — гидрологии ландшафта, основал и был лидером сибирской научной школы ландшафтной гидрологии, также создал российскую научную школу ландшафтного планирования. Разработанная им методика ландшафтного планирования позволила выполнить экологическое зонирование Байкальской природной территории и водоохранное зонирование оз. Байкал. В настоящее время эта методология успешно применяется в других регионах Российской Федерации, а также в странах Южного Кавказа. В рамках разработанной учёным концепции экологического сопровождения крупных хозяйственных проектов осуществляется, в частности освоение Ковыктинского газоконденсатного месторождения в Иркутской области, строительство нефтепровода Восточная Сибирь — Тихий океан. Под руководством ученого был подготовлен и издан атлас «Иркутская область: экологические условия развития». Под его руководством разрабатывались новые подходы и приёмы в экспериментальной географии, включая палеореконструкцию ландшафтных структур на фоне климатических колебаний.
Автор и соавтор более 260 научных работ, в том числе 29 монографий. Являлся членом Объединённого ученого совета по Земле СО РАН, Межведомственной комиссии по вопросам охраны оз. Байкал, Научного совета СО РАН по проблемам оз. Байкал, Объединённом научном совете по фундаментальным географическим наукам при Международной ассоциации академий наук; возглавлял Восточно-Сибирское отделение Русского географического общества.

## Награды и звания
Награждён медалью ордена «За заслуги перед Отечеством» II степени (2008), почётными грамотами РАН и СО РАН, губернатора и Законодательного собрания Иркутской области, мэра Иркутска, лауреат премии губернатора Иркутской области по науке и технике за 2006 год.